# Sinduagung
Sinduagung is een bestuurslaag in het regentschap Wonosobo van de provincie Midden-Java, Indonesië. Sinduagung telt 1358 inwoners (volkstelling 2010).